# Trojhrob z Dolních Věstonic
Společný hrob tří mladých mužů (označených jako DV 13-15) z lokality Dolní Věstonice II je jednou z nejvýznamnějších archeologických památek v České republice. Byl objeven 13. srpna 1986 týmem pod vedením Bohuslava Klímy ve spolupráci s Jiřím Svobodou, při záchranném výzkumu vyvolaném těžbou spraše související se stavbou nádrží Nové mlýny. Hrob je datován do mladého paleolitu, kdy ve střední Evropě žili nositelé archeologické kultury Gravettienu, specifičtěji do její středoevropské variace Pavlovienu (cca před 30 až 25 tisíci lety). Pohřeb se od té doby stal předmětem desítek archeologických a antropologických studií. Význam tohoto objevu tkví v jeho výpovědní hodnotě. Zvláštní kompozice těl v hrobě odkazuje na symbolické a rituální chování tehdejší společnosti. Jediný další trojhrob datovaný do této periody evropských dějin byl nalezen na italské lokalitě Barma Grande. Lidské ostatky, relativně vzácné pro toto období, nám zase pomáhají lépe porozumět životním podmínkám, zdraví a struktuře lidské populace té doby.

## Archeologický kontext
Lokalita Dolní Věstonice II je jednou z několika archeologických lokalit pod Pavlovskými vrchy. Stejně jako významné sousední lokality Dolní Věstonice I a III nebo Pavlov I-V je gravettienského stáří. Výzkum na ní probíhal nejprve v cihelně v letech 1959-60 Bohuslavem Klímou a pak s přestávkami po celou druhou polovinu minulého století. Na severním svahu bylo nalezeno sídliště obývané zřejmě jen sporadicky. Souvislejší osídlení se nacházelo na západním svahu, kde byl nalezen i rituální pohřeb staršího muže – DV16. Lokalita byla ze západu lemována skládkou mamutích kostí. Trojhrob objevený během záchranného výzkumu v létě 1986 se nacházel na temeni. Kromě čtyř téměř kompletních lidských koster (DV13-16) bylo na lokalitě nalezeno ještě několik desítek fragmentů lidských kostí. Velké množství radiokarbonových dat poukazuje na osídlení v různých časových horizontech od časného Pavlovienu (před 30 000 až 27 000 lety), přes vrcholný Pavlovien (27 000 až 25 000 let) až po nejmladší datum cca 22 000 před současností. Paleolitičtí lovci a sběrači opustili Pálavu s příchodem posledního maxima doby ledové.

### Uložení těl v hrobu
Těla v samotném trojhrobu jsou uložena v napřímené poloze hlavami k severu, tedy ze svahu. Mrtví byli uloženi do mělké jámy a na základě nálezů zuhelnatělých zbytků se předpokládá, že těla byla následně přikryta jakousi dřevěnou konstrukcí. Hrobová výbava se skládala z mamutovinových přívěšků, provrtaných liščích a vlčích zubů, kostěné jehly, dále bylo v kontextu hrobu nalezeno 116 kusů štípané industrie a několik schránek měkkýšů. Kalibrovaná radiokarbonová data přímo z hrobu naznačují stáří zhruba 30 000 let před současností.
Mladý muž označený jako Dolní Věstonice 13 (DV13) leží na svém levém boku, mírně nahrbený, ruce natažené do pánevní oblasti těla DV15. Jeho hlava je natočená tak jakoby se díval k severozápadu. V oblasti pánve DV13 byly nalezeny zbytky dřevěné tyče, které mohou být interpretovány jako část zalomené zbraně. DV15 leží na zádech, hlava otočená na západ směrem k DV14 s nímž se „drží za ruce“. DV14 byl uložen těsně vedle DV15 na břicho, hlava otočena rovněž západním směrem. V jeho blízkosti byly nalezeny další vlčí zuby. Všechna tři těla mají okrem obarvené lebky. Okrem je rovněž zvýrazněna pánevní oblast DV15 – tedy to samé místo, kde má DV13 položené dlaně. Okrová maska je nejvýraznější na lebce mladého muže vlevo (DV13), přičemž byla ještě dozdobena liščími zuby.

## Antropologické zkoumání lidských ostatků

### DV13
Kostra jedince se zachovala asi z 54% (112 kostí). Jeho věk se odhaduje na 17-19 let. Mužské pohlaví bylo určeno na základě morfologických znaků na kostře, což potvrdily i nedávné genetické studie.

### DV14
DV14 je poněkud lépe zachovalý: 147 kostí tedy 71% z celkového počtu. Věk se odhaduje na 16-17 let. Jeho pohlaví bylo rovněž správně určeno už na základě morfologie kostry a následně potvrzeno genetickou analýzou. Z patologických nálezů můžeme zmínit například trauma na lebce, které je někdy interpretováno jako možné smrtelné zranění. Někteří badatelé to však popírají a nález vnímají spíše jako poškození, ke kterému došlo až po pohřbu jedince. Zdá se také, že jedinec trpěl akutním zánětem středního ucha, který mohl způsobit částečnou ztrátu sluchu.

### DV15
Co se počtu kostí týče, zachovalost je podobná jako u předchozího jedince. Věk kolem dvaceti let. Určení pohlaví DV15 se ukázalo být poněkud komplikované. Názory autorů se na základě studie kosterních pozůstatků lišily a DV15 byl někdy popisován jako muž i jako žena. Ačkoliv tělesné proporce jedince jsou v paleolitu typické spíše pro ženskou část populace (a není to jediný důvod proč se domnívat, že šlo o ženu, např. nejasné prvky na pánevní kosti), genetická studie pro něj prokázala mužský karyotyp XY. Nejvíce patologických změn bylo ze všech tří jedinců objeveno právě na DV15 (deformace jsou přítomny na zubech, horních i dolních končetinách, zároveň byl na paleolitického muže velmi malého vzrůstu 149 cm, přičemž průměr populace mohl být kolem 180 cm.)

## Pohřební ritus v mladém paleolitu a Věstonický trojhrob
Jelikož se nám z tohoto období dochovalo jen velmi málo hrobů, je poměrně složité odhadnout, zda existoval pro Gravettien nějaký jednotný pohřební ritus. Lze jen předpokládat, že lidé se starali o všechny své mrtvé a s jistotou můžeme říci, že minimálně někteří byli pohřbeni do země. Pravděpodobně největší koncentrace lidských ostatků byla roku 1894 objevena v Předmostí u Přerova, kde bylo pohřbeno alespoň dvacet jedinců včetně dětí. Tuto koncentraci nejprve interpretoval K. J. Maška jako jednorázový pohřeb do hromadného hrobu po nějaké katastrofě, epidemii či válečném střetu. V posledních letech se však začalo diskutovat o tom, že těla mohla být pohřbena postupně. Liší se však názory, zda byla do hrobu uložena primárně (v zásadě v celku, krátce po smrti) či druhotně (např. pouze vybrané kosti) . Zatím by však šlo o jediné známé pravidelně používané pohřebiště tohoto druhu.  
Většina dalších téměř kompletních koster se dochovala z ojedinělých pohřbů. Z těch nalezených na Moravě stojí za zmínku pohřeb „šamana“ z Francouzské ulice v Brně (Brno 2). Šlo o muže s bolestivým zánětem okostice. Do hrobu byl uložen s bohatou pohřební výbavou (dochovaly se např. kamenné disky, loutka, bubínek, palička a kosti velké zvěře). V Dolních Věstonicích byl nalezen pohřeb asi čtyřicetileté ženy s asymetrickou tváří (DV3). Dále také již zmiňovaný hrob muže DV16. DV16 byl pohřben v centrální části osídlení v blízkosti ohniště a zdá se, že sídliště již nebylo po pohřbu používáno. Muž měl obarvenou hlavu a pánevní oblast. Na rozdíl od DV3 a Brna 2 nebyl přikryt mamutí lopatkou. Na jeho těle byly nalezeny známky po četných zhojených zraněních . 
Pohřby s více než jedním tělem známe především ze zahraničních lokalit. Jediný další dosud známý trojhrob byl nalezen na lokalitě Barma Grande v Itálii. Šlo o dvě mladé dívky pohřbené společně se starším mužem, který trpěl tělesným postižením: jeho levá ruka byla značně degenerovaná. Zajímavé je, že zhruba jedna pětina všech mladopaleolitických pohřbů z jeskyní Grimaldi byly dvojice. Další významný příklad rituálního pohřbu z tohoto období pochází z ruské lokality Sungir. Dvě děti byly pohřbeny do společné jámy s velmi bohatou pohřební výbavou skládající se z narovnaných mamutích klů a tisíců mamutovinových korálků. Podobné to bylo v případě dospělého muže, jenž byl pohřben v jejich blízkosti. Korálků bylo v hrobech nalezeno na 13 000. Genetické studie prokázaly, že obě děti byly mužského pohlaví, ačkoliv se původně předpokládalo, že mladší byla dívka (S3). Patologie identifikované na S3 jsou také často srovnávány s těmi na DV15.

## Interpretace Věstonického trojhrobu
Badatelé se snažili trojhrob interpretovat už od okamžiku nálezu. Je zřejmé, že zemřelí byli pohřbeni současně. Okolnosti jejich smrti jsou však stále nejasné. Jeden násilný scénář představil na příklad B. Klíma s tehdejším předpokladem, že jedinec DV15 byl ženského pohlaví: žena mohla zemřít při porodu a muži po stranách mohli být za neštěstí přímo či nepřímo zodpovědní – DV13 muž s maskou – snad šaman byl usmrcen bodnutím dřevcem do oblasti pánve a DV14 – snad její druh byl zabit ránou do hlavy. Dále se hovořilo o pohřbu „královny“ či milostném trojúhelníku. 
Nové světlo do diskuze vnesly genetické analýzy, které prokázaly, že i DV15 byl mužského pohlaví. DNA také naznačuje možnou příbuznost mezi DV14 a DV15 v mateřské linii. U obou byla totiž identifikována stejná haploskupina mDNA: U5. Naproti tomu u DV13 byla zjištěna haploskupina U8c – doposud neznámá pro žádného jiného pravěkého jedince z Evropy.
Klíčem mohou být právě patologické změny a atypický vzhled jedince DV15. V lovecko-sběračských společnostech mladého paleolitu byl pozorován poměrně výrazný pohlavní dimorfismus a DV15 se zřejmě vymykal normám tehdejší představy vysokého, štíhlého muže. A ačkoliv nevíme, do jaké míry byly v gravettienských společnostech vymezeny role mužů a žen, je možné, že jedinec DV15 nebyl schopen plně zastávat svou geneticky danou roli. V tehdejší společnosti mohl být tedy vnímán jako „něco mezi“ což se pak mohlo promítnout na jeho uložení v hrobě, včetně zvýraznění pánevní oblasti a i gestem jedince DV13. Celkově mohl ve své skupině vzbuzovat zvláštní pozornost. Jak do toho byli zapleteni zbývající dva jedinci je otázkou. Snad u jedince DV14 mohlo hrát roli jeho sluchové postižení a možná příbuznost k DV15. Je také velmi pravděpodobné, že za vším stojí osobní příběh těch tří, který se nikdy nepodaří rozluštit. 
Při pohřebním rituálu mohly být brány v potaz jak osobní příběhy, tak tehdejší symbolické a náboženské představy. Vzhledem k relativnímu množství pohřbů, při nichž byla do hrobu vložena dvě nebo i tři těla současně, musíme brát v úvahu i lidské oběti. Je rovněž dobré si uvědomit přítomnost patologických jedinců v takovýchto hrobech (DV15, S3, dospělý muž z Barma Grande či asi od deset tisíc let mladší jedinec s dwarfismem z lokality Riparo del Romito).